# Вареховце
Вареховце (слч. Varechovce) је насељено мјесто са административним статусом сеоске општине (слч. obec) у округу Стропков, у Прешовском крају, Словачка Република.

## Становништво
| Година:    | 1994. | 2004.    | 2014.   | 2024.    |
| ---------- | ----- | -------- | ------- | -------- |
| Број људи: | 181   | 160      | 165     | 135      |
| Разлика:   |       | -11,60 % | +3,12 % | -18,18 % |

| Година:    | 2023. | 2024.   |
| ---------- | ----- | ------- |
| Број људи: | 146   | 135     |
| Разлика:   |       | -7,53 % |

Према подацима о броју становника из 2024. године насеље је имало 135 становника.